# زیگمارینگن
شهر زیگمارینگن (به آلمانی: Sigmaringen) در ایالت بادن-وورتمبرگ در کشور آلمان واقع شده‌است.